# Курземская возвышенность
Курземская возвышенность находится в западной части Латвии на Курземском полуострове. Имеет холмистый рельеф, наибольшая высота – холм Криевукалнс имеет высоту 184 метра (по другим источникам 182 метра и 189 метров). На территории Курземской возвышенности находятся озёра и произрастают хвойные и смешанные леса. 

## Географическое деление

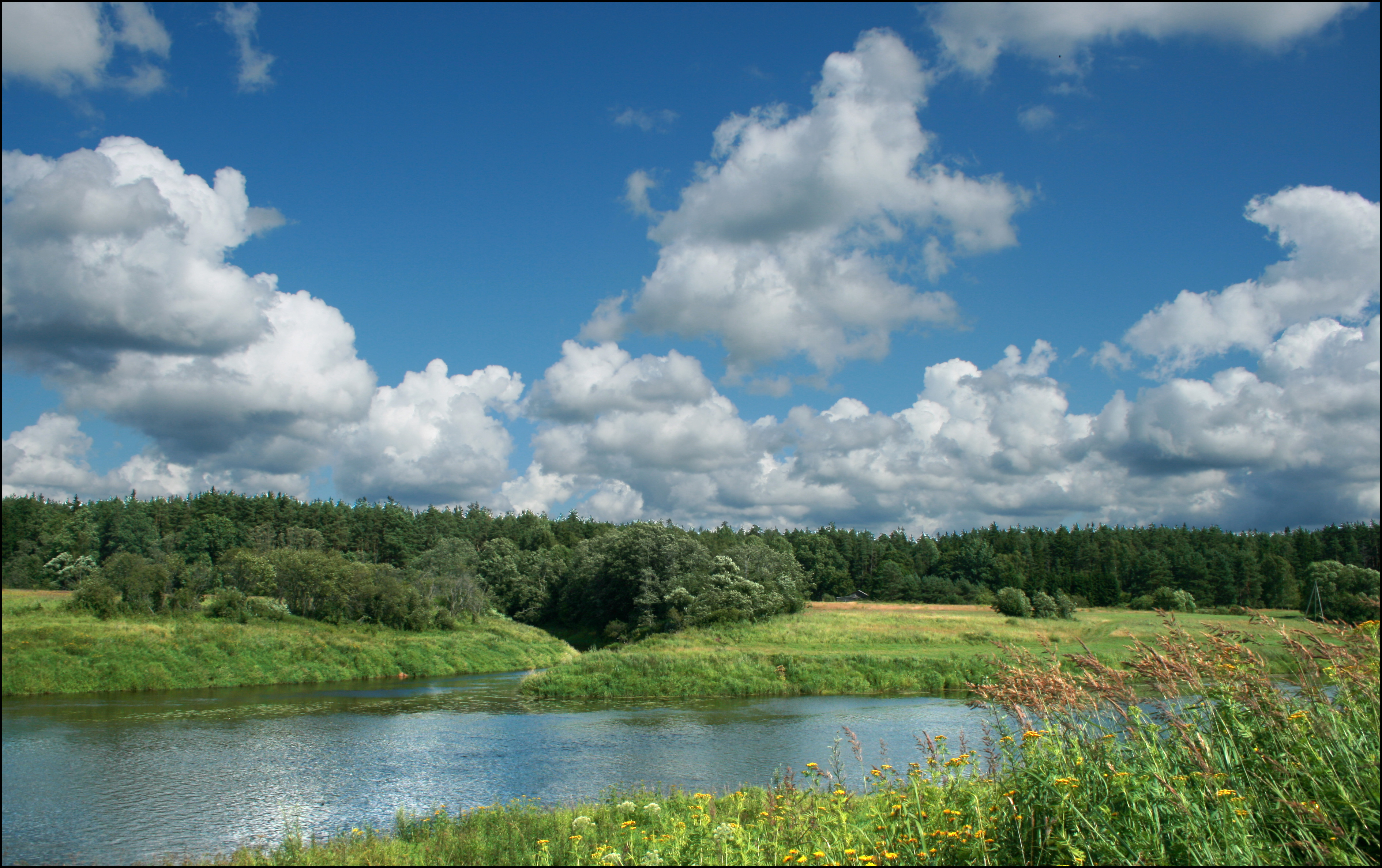
Река Абава

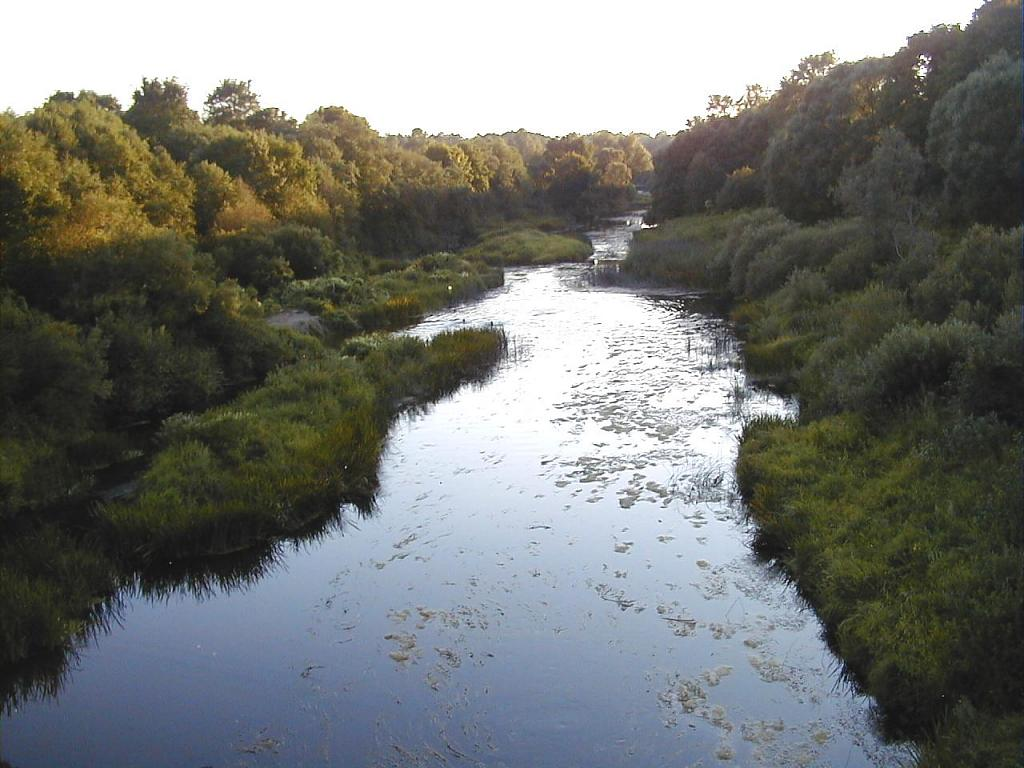
Река Барта, протекающая в западной части Курземской возвышенности

Долиной реки Вента делится на Восточную Курземскую возвышенность
и Западная Курземская возвышенность. Правый приток реки Венты, река Абава, отделяет Северную Курземскую возвышенность от Восточной Курземской возвышенности.
Северная Курземская возвышенность представляет собой плато в северо-восточной части латвийской историко-культурной области Курземе (Курляндия), расположенной на западе Латвии. Реки Северной Курземской возвышенности относятся к бассейнам Рижского залива и Балтийского моря. Высокий берег реки Абавы достигает местами высоты 20-30 м, остальные реки являются равнинными реками. Озера играют важную роль в регулировании режима стока малых рек. Леса представлены широколиственными деревьями, луга расположены в межгорных понижениях, долинах рек и на берегах озер.
Восточная Курземская возвышенность — это природная территория историко-культурных областей Курземе и Земгале. Возвышенность расположена в западной части Латвии между Земгальской равниной на западе и Курземской низменностью на востоке. Эта возвышенность отличается от других расположенных на территории Латвии слабой выраженностью рельефа. Абсолютная высота поверхности плато достигает 80-150 м. Из центральной части плато по мелководным долинам во все стороны текут несколько рек, принадлежащих в основном к бассейну реки Венты. На возвышенности растут в основном широколиственные деревья, луга распространены в изгибах рельефа, где есть скопления влаги, а также в долинах рек.
Западная Курземская возвышенность расположена в западной части Латвии, в историко-культурной области Курземе. Это наиболее высокий район в западной части Латвии с хорошо выраженным рельефом. Самая высокая вершина Криевукалнс находится на холмах вблизи Эмбуте. Леса представлены широколиственными видами деревьев, такими как дуб, липа, ясень и вяз, распространены также еловые леса. Западная Курземская возвышенность представляет собой водораздел между бассейнами стока реки Венты и Балтийского моря, поэтому здесь густая сеть рек, также есть много небольших озер.
| Топографическая карта Латвии |
| ---------------------------- |
| Топографическая карта Латвии |